# Emy Machnow
Emily Gunilla „Emy” Machnow, po mężu Almberg (ur. 1 września 1897 w Sztokholmie, zm. 23 listopada 1974 w Malmö) – szwedzka pływaczka z pierwszej połowy XX wieku, medalistka igrzysk olimpijskich.
Podczas VII Letnich Igrzysk Olimpijskich w Antwerpii w 1920 roku, dwudziestodwuletnia Machnow wystartowała w jednej konkurencji pływackiej. W kobiecej sztafecie 4 × 100 m stylem dowolnym wystartowały jedynie trzy ekipy. Szwedki z Manchow na drugiej zmianie zajęły trzecie miejsce
Manchow reprezentowała klub Malmö SS.